# Gravellona Toce
Gravellona Toce je italská obec v provincii Verbano-Cusio-Ossola v oblasti Piemont.
K 31. prosinci 2011 zde žilo 7 923 obyvatel.

## Sousední obce
Baveno, Casale Corte Cerro, Mergozzo, Omegna, Ornavasso, Stresa, Verbania